# Supercopa de Japón 2023
La Supercopa de Japón 2023,  (en japonés : 富士フイルム スーパーカップ 2023, romanizado: Fuji Fuirumu Sūpā Kappu Ni Sen Hichi San) conocida como «Fujifilm SuperCup 2023» por razones de patrocinio, fue la trigésima edición de la supercopa japonesa desde su reestrablecimiento en 1993.
El duelo enfrentó a Yokohama F. Marinos (campeón de la J1 League 2022) y el equipo de segunda división Ventforet Kofu (campeón de la Copa del Emperador 2022). La final se disputó en el estadio Nacional de Tokio el 11 de febrero de 2023, siendo Yokohama F. Marinos el ganador y campeón tras ganar el partido por 2-1, fue el primer éxito del club en la supercopa japonesa después de seis fracasos desde 1984.

## Partido
| 11 de febrero | Yokohama F. Marinos         | 2 – 1   | Ventforet Kofu | Estadio Olímpico, Tokio                                  |                                                          |
| 13:35 (UTC+9) | - Élber 30' - Nishimura 61' | Reporte | Utaka 44'      | Asistencia: 50 923 espectadores Árbitro(s): Yusuke Araki | Asistencia: 50 923 espectadores Árbitro(s): Yusuke Araki |

### Ficha
| 50    | POR   | Powell Obi          |       |
| 2     | DEF   | Katsuya Nagato      |       |
| 4     | DEF   | Shinnosuke Hatanaka |       |
| 33    | DEF   | Ryotaro Tsunoda     |       |
| 15    | DEF   | Takumi Kamijima     |       |
| 6     | MED   | Kota Watanabe       |       |
| 8     | MED   | Takuya Kida         | 84'   |
| 30    | MED   | Takuma Nishimura    | 67'   |
| 7     | DEL   | Élber               |       |
| 11    | DEL   | Anderson Lopes      | 90+6' |
| 18    | DEL   | Kōta Mizunuma       | 67'   |
| D. T. | D. T. | Kevin Muscat        |       |

| 1     | POR   | Kohei Kawata      |     |
| 13    | DEF   | Sota Miura        |     |
| 4     | DEF   | Hideomi Yamamoto  |     |
| 40    | DEF   | Eduardo Mancha    |     |
| 2     | DEF   | Hidehiro Sugai    |     |
| 26    | MED   | Kazuhiro Sato     | 81' |
| 24    | MED   | Nagi Matsumoto    |     |
| 28    | MED   | Hayata Mizuno     | 60' |
| 10    | MED   | Motoki Hasegawa   |     |
| 18    | MED   | Yoshiki Torikai   | 71' |
| 99    | DEL   | Peter Utaka       |     |
| D. T. | D. T. | Yoshiyuki Shinoda |     |

| 10 | MED | Marcos Júnior      | 67'   |
| 20 | DEL | Yan Matheus        | 67'   |
| 16 | MED | Joeru Chima Fujita | 84'   |
| 14 | DEL | Asahi Uenaka       | 90+6' |

| 77 | DEL | Getúlio           | 60' |
| 9  | DEL | Kazushi Mitsuhira | 71' |
| 8  | MED | Kōsuke Taketomi   | 81' |

| 30' · 61' | Élber Takuma Nishimura | 1-0 2-1 |

| 44' | Peter Utaka | 1-1 |

| 85' | Anderson Lopes |

| Principal  | Yusuke Araki    |
| Asistentes | Takeshi Asada   |
|            | Kota Watanabe   |
| Cuarto     | Yoshiro Imamura |

| VAR            | Hiroyuki Kimura |
| Asistentes VAR | Jumpei Iida     |

| 50    | POR   | Powell Obi          |       |
| 2     | DEF   | Katsuya Nagato      |       |
| 4     | DEF   | Shinnosuke Hatanaka |       |
| 33    | DEF   | Ryotaro Tsunoda     |       |
| 15    | DEF   | Takumi Kamijima     |       |
| 6     | MED   | Kota Watanabe       |       |
| 8     | MED   | Takuya Kida         | 84'   |
| 30    | MED   | Takuma Nishimura    | 67'   |
| 7     | DEL   | Élber               |       |
| 11    | DEL   | Anderson Lopes      | 90+6' |
| 18    | DEL   | Kōta Mizunuma       | 67'   |
| D. T. | D. T. | Kevin Muscat        |       |

| 1     | POR   | Kohei Kawata      |     |
| 13    | DEF   | Sota Miura        |     |
| 4     | DEF   | Hideomi Yamamoto  |     |
| 40    | DEF   | Eduardo Mancha    |     |
| 2     | DEF   | Hidehiro Sugai    |     |
| 26    | MED   | Kazuhiro Sato     | 81' |
| 24    | MED   | Nagi Matsumoto    |     |
| 28    | MED   | Hayata Mizuno     | 60' |
| 10    | MED   | Motoki Hasegawa   |     |
| 18    | MED   | Yoshiki Torikai   | 71' |
| 99    | DEL   | Peter Utaka       |     |
| D. T. | D. T. | Yoshiyuki Shinoda |     |

| 10 | MED | Marcos Júnior      | 67'   |
| 20 | DEL | Yan Matheus        | 67'   |
| 16 | MED | Joeru Chima Fujita | 84'   |
| 14 | DEL | Asahi Uenaka       | 90+6' |

| 77 | DEL | Getúlio           | 60' |
| 9  | DEL | Kazushi Mitsuhira | 71' |
| 8  | MED | Kōsuke Taketomi   | 81' |

| 30' · 61' | Élber Takuma Nishimura | 1-0 2-1 |

| 44' | Peter Utaka | 1-1 |

| 85' | Anderson Lopes |

| Principal  | Yusuke Araki    |
| Asistentes | Takeshi Asada   |
|            | Kota Watanabe   |
| Cuarto     | Yoshiro Imamura |

| VAR            | Hiroyuki Kimura |
| Asistentes VAR | Jumpei Iida     |

| 50    | POR   | Powell Obi          |       |
| 2     | DEF   | Katsuya Nagato      |       |
| 4     | DEF   | Shinnosuke Hatanaka |       |
| 33    | DEF   | Ryotaro Tsunoda     |       |
| 15    | DEF   | Takumi Kamijima     |       |
| 6     | MED   | Kota Watanabe       |       |
| 8     | MED   | Takuya Kida         | 84'   |
| 30    | MED   | Takuma Nishimura    | 67'   |
| 7     | DEL   | Élber               |       |
| 11    | DEL   | Anderson Lopes      | 90+6' |
| 18    | DEL   | Kōta Mizunuma       | 67'   |
| D. T. | D. T. | Kevin Muscat        |       |

| 1     | POR   | Kohei Kawata      |     |
| 13    | DEF   | Sota Miura        |     |
| 4     | DEF   | Hideomi Yamamoto  |     |
| 40    | DEF   | Eduardo Mancha    |     |
| 2     | DEF   | Hidehiro Sugai    |     |
| 26    | MED   | Kazuhiro Sato     | 81' |
| 24    | MED   | Nagi Matsumoto    |     |
| 28    | MED   | Hayata Mizuno     | 60' |
| 10    | MED   | Motoki Hasegawa   |     |
| 18    | MED   | Yoshiki Torikai   | 71' |
| 99    | DEL   | Peter Utaka       |     |
| D. T. | D. T. | Yoshiyuki Shinoda |     |

| 10 | MED | Marcos Júnior      | 67'   |
| 20 | DEL | Yan Matheus        | 67'   |
| 16 | MED | Joeru Chima Fujita | 84'   |
| 14 | DEL | Asahi Uenaka       | 90+6' |

| 77 | DEL | Getúlio           | 60' |
| 9  | DEL | Kazushi Mitsuhira | 71' |
| 8  | MED | Kōsuke Taketomi   | 81' |

| 30' · 61' | Élber Takuma Nishimura | 1-0 2-1 |

| 44' | Peter Utaka | 1-1 |

| 85' | Anderson Lopes |

| Principal  | Yusuke Araki    |
| Asistentes | Takeshi Asada   |
|            | Kota Watanabe   |
| Cuarto     | Yoshiro Imamura |

| VAR            | Hiroyuki Kimura |
| Asistentes VAR | Jumpei Iida     |

| 50    | POR   | Powell Obi          |       |
| 2     | DEF   | Katsuya Nagato      |       |
| 4     | DEF   | Shinnosuke Hatanaka |       |
| 33    | DEF   | Ryotaro Tsunoda     |       |
| 15    | DEF   | Takumi Kamijima     |       |
| 6     | MED   | Kota Watanabe       |       |
| 8     | MED   | Takuya Kida         | 84'   |
| 30    | MED   | Takuma Nishimura    | 67'   |
| 7     | DEL   | Élber               |       |
| 11    | DEL   | Anderson Lopes      | 90+6' |
| 18    | DEL   | Kōta Mizunuma       | 67'   |
| D. T. | D. T. | Kevin Muscat        |       |

| 1     | POR   | Kohei Kawata      |     |
| 13    | DEF   | Sota Miura        |     |
| 4     | DEF   | Hideomi Yamamoto  |     |
| 40    | DEF   | Eduardo Mancha    |     |
| 2     | DEF   | Hidehiro Sugai    |     |
| 26    | MED   | Kazuhiro Sato     | 81' |
| 24    | MED   | Nagi Matsumoto    |     |
| 28    | MED   | Hayata Mizuno     | 60' |
| 10    | MED   | Motoki Hasegawa   |     |
| 18    | MED   | Yoshiki Torikai   | 71' |
| 99    | DEL   | Peter Utaka       |     |
| D. T. | D. T. | Yoshiyuki Shinoda |     |

| 10 | MED | Marcos Júnior      | 67'   |
| 20 | DEL | Yan Matheus        | 67'   |
| 16 | MED | Joeru Chima Fujita | 84'   |
| 14 | DEL | Asahi Uenaka       | 90+6' |

| 77 | DEL | Getúlio           | 60' |
| 9  | DEL | Kazushi Mitsuhira | 71' |
| 8  | MED | Kōsuke Taketomi   | 81' |

| 30' · 61' | Élber Takuma Nishimura | 1-0 2-1 |

| 44' | Peter Utaka | 1-1 |

| 85' | Anderson Lopes |

| Principal  | Yusuke Araki    |
| Asistentes | Takeshi Asada   |
|            | Kota Watanabe   |
| Cuarto     | Yoshiro Imamura |

| VAR            | Hiroyuki Kimura |
| Asistentes VAR | Jumpei Iida     |

|                                         |
| Bandera de Prefectura de Kanagawa       |
| Campeón Yokohama F. Marinos 1.er título |